# ميخائيل دويتشه
ميخائيل دويتشه (بالألمانية: Michael Deutsche)‏ هو لاعب كرة قدم ألماني في مركز نصف الجناح، ولد في 1 أبريل 1992 في ناغولد في ألمانيا. لعب مع نادي هامبورغ 08 ونادي هايدنهايم.

## وصلات خارجية
- ميخائيل دويتشه على موقع قاعدة بيانات كرة القدم.إي يو (الإنجليزية)
- ميخائيل دويتشه على موقع بيانات كرة القدم. دي إي (الألمانية)
- ميخائيل دويتشه على موقع Soccerway.com (الإنجليزية)
- ميخائيل دويتشه على موقع عالم كرة القدم.نت (الإنجليزية)